# 이봉창
이봉창(李奉昌, 1900년 8월 10일 ~ 1932년 10월 10일)은 일제강점기의 상인, 독립운동가이다. 본관은 전주(全州)다. 일본으로 건너가 상인 등으로 활동하다가 대한민국 임시정부가 있는 중화민국 장쑤성 상하이로 건너가 한인애국단 단원이 되었다.
경성부의 중류층 가정에서 태어나 가정 형편으로 중학교에 진학하지 못했고 상점 점원, 철도청 견습생으로 일했고, 일본으로 건너가 상점 점원과 막노동 등에 종사하였다. 1918년 철도국의 견습사원이 되었으나 1년 후 조선인보다 늦게 입사한 일본인들에게 혜택을 주는 것에 분개하여 철도국을 그만두었고, 1928년에는 히로히토 천황의 즉위식에 구경하러 갔다가, 한글과 한문으로 된 편지를 소지하고 있었다는 이유로 체포되어 11일간 수감되었다. 조선인과 일본인을 차별하던 조선총독부의 정책에 불만을 품고 일본 정부에 항거하게 되었다.
1931년 중국으로 건너가 상하이 한인거류민단을 통해 김구를 찾아갔다. 능행에 오르던 천황을 눈앞에서 본 것을 밝히고 천황을 제거할 계획을 모의하였다. 1932년 일본에 건너가 도쿄의 경시청 사쿠라다 문(櫻田門) 앞에서 쇼와 천황을 폭탄으로 저격하려 하였으나 실패하였다. 일본식 이름은 기노시타 쇼조(木下昌藏), 다른 가명은 아사야마 쇼이치(朝山昌一)이다. 경성부 출신.

## 생애

### 생애 초기
이봉창은 1900년 8월 10일 경성부 용산방 원정2정목(元町二丁目)에서 이진규(李鎭奎, 다른 이름은 노진구(李鎭球) 또는 심규(沈奎))와 그의 부인인 밀양 손씨의 아들로 태어났다. 친형 이범태는 노동자로 활동했고, 한때 소, 소가죽 등의 브로커로 일했다고 한다. 아버지 이진규에게는 두 명의 첩이 있었는데, 서모 주간난(朱干蘭)에게서는 서제(庶弟)인 이봉준과 이종태가 태어났다. 그는 한성부에서 출생하였으며 지난날 한때 경기도 수원에서 잠시 유아기를 보낸 적이 있고 충청남도 공주를 거쳐 전라북도 전주에서 잠시 유년기를 보낸 적이 있다.
이봉창의 선대는 경기도 수원에서 거주하였으며 아버지 이진규는 농업을 계승하여 중류층의 생활을 하고 있었다. 자신의 신문조서에 따르면 그의 아버지는 건축청부업과 우차운반업을 하고 있었고, 당시 건축수요의 증대로 인해 자신이 자산을 모은 신흥자본가였다고 한다. 김구의 '도왜실기'에는 농업을 하던 아버지의 토지가 철도건설 계획지점 근처에 있다는 이유로 땅을 일본에게 강제로 빼앗기고 생계를 꾸려나갈 길이 없어지자 어쩔 수 없이 가족을 이끌고 서울로 올라와 거주하였다고 기록 되어 있으나, 이는 진위가 의심스럽다. 그의 아버지는 1930년에 사망하고 형 이범태와 조카딸들은 해방직후에도 생존해 있었다.

#### 청소년기
이봉창은 용산의 문창보통소학교에 다녔다. 가정 형편이 안되었던 이봉창은 학비를 마련하지 못해 어릴 때는 집에서 글씨를 배우고 10세 이후 어렵게 용산의 문창보통소학교에 입학하였다고 널리 알려져 있지만 당시에는 서당이나 집에서 글을 배우다 늦게 소학교에 입학하는 일이 매우 흔했다. (아동문학가 방정환 선생도 할아버지에게 글을 배우다가 소학교 김중환 교장의 권유로 소학교 학생이 되었다) 이봉창의 아버지는 방탕한 생활 이후 본처를 버리고 첩과 생활하게 되면서 가정 형편이 매우 악화되었다.
8세 때부터 금정에 있는 서당에서 3년간 한문을 배운 뒤 1910년 천도교에서 세운 청엽정(靑葉酊)의 문창소학교(文昌小學敎)에 입학하였다. 1915년 문창소학교를 졸업하였다. 가정형편상 중학교에 진학하지 못하고 1915년 경성부의 일본인 상점의 점원으로 취직했다. 그 뒤 상점 점원과 막노동을 전전하였다.
14세~15세 무렵 그는 말라리아를 앓았고, 그 후유증으로 관절염을 앓게 되었으며 항상 환절기에는 관절통증을 느꼈다고 한다.

### 청년기

#### 상점 종업원 생활
1915년 이봉창은 원정 2정목에 있던 일본인이 운영하는 과자점 와다세이도(和田衛生堂) 제과점의 점원이 되어 1917년까지 일했다. 당시 와다세이도 제과점의 급료는 식사제공에 월 7~8원이었다고 한다. 제과점에서 일할 무렵 그는 말라리아를 앓았고 이때 관절염이 생겼다. 제때 진료를 받지 못하여 그 후 환절기 때마다 몸의 관절이 아파 고생하였다.
1917년 월급이 적다 생각한 그는 약사 무라타 시게가쓰(村田柳一)가 경영하는 한강로 16번지의 무라타 약국 점원이 되었다. 이곳은 먹고 자고 월급 10원 외에 판매실적에 대한 보너스를 지불하여 월수입은 13~14원이 됐다. 그러나 무라타 약국의 약품 매입방법이 좋지 않고 주문 품목이 없어 팔지 못하여 1918년 그만두었다.

#### 철도 견습생 생활
1918년 조선총독부 철도국 소속 용산역 만선철도(滿鮮鐵道) 기차운전 견습생이 되었으나 일본인과 조선인에 대한 차별대우에 분개하여 얼마 뒤 그만두었다. 1919년초 이봉창이 용산역에 들어간 지 1년이 되었을 무렵 한국인에 대한 일본인들의 차별이 눈에 띄기 시작했다. 송급과 봉급, 상여금 등 모든 면에서 차별했다.
| “ | 그 당시 일본인은 정말로 행운아였다. 1년 내지 1년 반 만에 용인(傭人)에서 용원(傭員)으로 쉽게 승급하는 것이었다. 그에 비해 조선인은 아무리 일을 잘하고 착실하게 근무해도 1년이나 1년 반 만에 도저히 전철수(轉撤手)까지도 올라갈 수가 없었다. 당시 조선인들은 모이기만 하면 모두 유행어처럼 "하여간 倭놈의 남근에서 떨어져야 한다."라는 말을 했다. 일본 말로 번역하면 "가령 저능아로 태어나도 일본인이기만 하면..."이라는 의미다. 이러한 말을 하게 된 원인이 무엇인가에 대해 말한다면 당시 일본인 연결수(連結手) 가운데 약간 저능에 가까운 남자가 2~3명 더 있었기 때문인데 이들도 남에게 뒤떨어지지 않고 순서에 따라 승급했던 것이다. | ” |
|   | — 상신서(上申書, 도요다마(豊多摩) 형무소에서 일곱번째 심문을 받은 후 쓴 수기형식의 자술서) 중에서 |   |

| “ | ...(이하 중략)...1년에 두 번의 상여금 또는 승급에서도 차별대우를 받으면서 조선인 연결수는 자포자기적인 근무를 계속하는 것이었다. ...몇 년 전 나보다 1년 또는 1년 반 뒤에 채용돼 내가 일을 가르쳤고 내 밑에서 일했던 일본인들이 지금은 전철수가 되고 조차계(燥車係) 견습이 되어 거꾸로 내가 그들 밑에서 일하는 처지가 됐다. | ” |
|   | — 상신서(上申書, 도요다마(豊多摩) 형무소에서 일곱번째 심문을 받은 후 쓴 수기형식의 자술서) 중에서 |   |

조선인과 일본인 직원에 대한 차별과 부당한 대우에 관하여 처음에는 냉정한 자세로 대응했다. 또한 줄과 인맥으로 들어온 점도 있을 것이라고 고려하고 침착하게 대응하였다. "상대는 일본인이다. 나는 내가 조선인임을 명심하지 않으면 안 된다. 설혹 억울하게 내던져지고 차인다 하더라도 말없이 견뎌내지 않으면 안 되는 것이다. 체념할 수밖에 없다."고 마음을 다잡았다. 그러나 조선인 직원과 일본인 직원에 대한 차별이 길어지면서 이봉창은 차츰 의욕을 잃고, 자포자기의 심정으로 빠지게 되었고, 술 마시고 도박에도 손을 대는 도락(道樂)에 빠져 4~5백 원의 빚을 지게 되었다.
또한 늦게 들어온 일본인 직원이 이봉창 자신을 비롯한 다른 조선인 직원보다 호봉이나 급여를 더 받자, 차별 대우에 분노하게 된다.
| “ | 그것은 조선인과 내지인 사이에 차별 대우가 있었기 때문입니다. 조선인은 내지인과 비교할 때 승급율도 낮고 상여금 액수도 적을 뿐 아니라 용원으로 절대로 승진하지 못했던 것입니다. 따라서 기량이야 어떻든 상관없이 1년이나 1년 반 늦게 들어온 일본인에게 잇달아 추월당해 마지막에는 가르쳐 주었던 자의 밑에서 일하게 되었기 때문에 싫증이 났던 것입니다. | ” |
|   | — 1932년 2월 9일의 일본경찰의 신문조서 중에서 |   |

1919년 3.1 만세운동이 일어났을 때 이봉창은 비폭력 평화적 반일시위가 있었다는 것은 들어 알고 있었을 뿐 무엇 때문에 그러한 운동이 있었는지를 모르고 있었으며 관심이 없었다. 후일 1932년 9월 16일 이봉창에 대한 첫 공판 때 관선 변호사 야마구치 사타마사(山口貞昌)가 "(1919년 3월) 반일시위가 벌어졌다는 소문을 듣고 어떤 소감을 가졌는가?"라는 질문을 하자 그는 "아무것도 의식하지 못했다."고 진술하였다. 청년기의 그는 반일의식(反日意識)과 독립운동에 대한 별 관심이 없던 평범한 청년이었다.
철도청의 일본인 직원과 조선인 직원에 대한 차별대우에 염증을 느낀 그는 1919년 4월 14일 견습생직을 그만 둔다.

### 일본 체류

#### 오사카로 가다
보통학교를 졸업하고 가게 점원과 철도 운전 견습생 등으로 일하다가 1919년 이후 일을 그만두고 동해를 건너 일본에 다녀오기도 하였다. 그뒤 조카인 이은임과 함께 1925년 일본으로 건너갔다.
이때 철도국을 그만 둔 일본인 지인이 조선인 식모를 구하여 데려가고 싶다는 의사를 타전해오자 자신의 조카딸인 이은임을 식모로 주선하여 여비를 받았다. 이 여비로 일본인, 조카 이은임 등과 함께 배편으로 일본으로 건너온다.
철도를 그만둔 藤幡라고 하는 사람이 내지로 돌아가면서 조선인 식모를 데리고 가고 싶다고 하므로 나는 대단히 좋은 기회라고 여겨 조카인 銀任을 식모로 고용하고 그 급료를 가불받아 그것을 내 여비로 충당하여 내지로 간다는 생각을 짜내고 어머니와 銀任에게 의논했더니 다행이 승낙해 주어 나는 銀任을 데리고 藤幡씨와 함께 출발하여 오사카에서 銀任을 藤幡씨에게 건네고 나는 오사카에 남아 취직 자리를 찾았던 거입니다.

이후 오사카에서 일본인의 양자가 되었고, 기노시타 쇼조(일본어: 木下昌藏)라는 일본 이름을 얻었다. 이후 일본인으로 행세하며 노동과 장사 등에 종사하였다. 그러나 계속 한국식 이름을 썼고, 1926년 2월 오사카의 가스회사에 취직하였다. 이때 회사의 경리와 직원들이 "당신의 이름은 발음하기 어려우니 우리가 부르기 쉬운 일본식 이름으로 바꿔라." 라고 권유하자 이때부터는 일본식 이름을 쓰게 되었다. 그 외에도 독립운동가가 되기 전에는 일본인처럼 살려고 옷과 언어는 물론, 다른 사람들에게 자신이 일본인이라고 알리는 등 일본 사람들처럼 생활했다.
1926년 3월 그는 칸사이 공업학교(關西公業學敎) 야간학부에 입학하여 4개월을 다녔으나, 곧 중퇴하고 말았다.
그해 9월 각기병에 걸려 병원에 입원했다가 그해 12월 효고현 기노사키 군에 있는 고니시 쇼지로의 집에서 요양했다. 1927년 5월 다시 오사카로 돌아와 가스회사에 복직했지만 경리 담당자가 사소한 일로 일거리를 잘 주지 않자, 가스회사를 그만두고 부두노동자로 들어가 짐꾼 노동에 종사했다.

#### 불심 검문과 체포
1928년 히로히토 천황의 즉위식을 구경하러 오사카에서 교토로 갔다가, 한문이 섞인 한글 편지를 갖고 있었다는 이유로, 교토 고조 경찰서에 체포되어 11일간 투옥되어 있다가 풀려났다.
| “ | 1928년의 御大典(천황 즉위식)을 구경하기 위해 친구 2명과 함께 大阪에서 京都로 갔습니다. 이 때 나는 조선에서 온 한문이 섞인 한글 편지를 갖고 있었다는 단지 그것 때문에 京都 五條경찰서에 검속되어 11일 동안 유치됐다가 석방되었습니다. 당시 나는 住友伸銅所 尼ケ崎 출장소의 상용 인부였는데, 나의 자격지심인지는 모르겠으나, 동료들이 검속당한 나를 이상하게 여기는 것 같은 눈치가 들어서 괜히 위축되는 느낌이 들었습니다. 나는 단순히 조선인이라는 것 때문에 민족적 차별을 받아 검속된 것에 대해 아주 크게 울분을 느꼈고, 동시에 왜 조선인으로 태어난 것일까라고 생각하며 이 세상이 싫어졌습니다. 그때부터 나는 점점 타락해 갔고 동시에 사상도 악화되어 갔습니다. 이러한 일이 있은 이래 나는 조선인이라는 것이 남에게 알려지지 않도록 노력하며 조선에는 편지도 보내지 않았으며 또한 본명도 밝히지 않고 항상 일본 이름을 쓰면서 어디에 가든 진짜 일본인 행세를 했습니다. | ” |
|   | — 제2회 신문조서 중에서 |   |

본명을 가지고 있으면서도 본명을 사용하다가는 차별대우를 받는 처지에 자괴감에 빠지게 했고, 이때부터 그는 독립운동에 종사할 뜻을 본격적으로 품게 된다.
| “ | 그러나 마음속으로는 본명을 가지고 있으면서도 본명을 사용해서는 이 세상을 편안하게 살 수 없다는 생각에 언짢은 마음을 참을 길이 없었고, 당당하게 본명을 쓰며 살아갈 수 있게 되었으면 하는 생각이 있었습니다. 이러한 것들로부터 나는 조국인 조선을 일본에게서 독립시켜 다시 옛날과 같은 우리나라가 되도록 하고 싶다는 생각을 하게 되었고, 그런 가운데 上海에 건너가 그곳에 체재 중 조선 독립을 실현하기 위해서는 천황 폐하를 죽이는 것이 제일 좋은 방법이라고 생각하기에 이르렀습니다. | ” |
|   | — 제2회 신문조서 중에서 |   |

#### 일본 정탐 활동
1929년 2월부터 9월까지 오사카시의 비누상점에 취직하였으나 수금한 매상금 100원을 갖고 도쿄로 달아났다. 이후 카코우(坂口) 해산물 도매점의 점원으로 취직하였으나 동업자와의 경쟁에 싫증이 나 친구집에 머물거나 요시와라에서 여자를 사귀는 등 이틀 사흘밤 주인집에 돌아가지 않았다가 공장 기숙사의 주인으로부터 한심스럽다는 질책을 받자 회사를 그만둔다. 그 뒤 가방점의 외판원으로 취직하였으나 판매금을 탕진하고 그만두었다.
1930년 30세의 이봉창은 미혼이었다. 일본의 이곳저곳을 돌아다니며 여행과 함께 노동으로 허기를 채우며 적정을 정탐하기에 힘썼다. 1931년 나고야에서는 병이 들어 병석에 눕게 되었다. 한 친구의 도움으로 치료를 받게 되어 병세가 호전되었으며, 친구는 어느 일본인의 사위가 되라고 권유하였다. 그러나 이봉창은 친구의 청을 거절하고 도쿄, 오사카 등지를 돌아다녔다. 이때 통상의 협의의 일본인의 말과 몸짓을 흉내내는 재주를 익혔다 한다.

## 의거

### 대한민국 임시정부 합류

#### 의심을 받다
1931년 1월 중순 상하이에 도착하였다. 이후 생계비용이 필요하던 그는 상하이의 명선철공소에 입사하였으나, 임금이 너무 낮아 결근을 자주하다가 그만두게 된다.
그뒤 상하이에서 수소문 끝에 그는 1931년 1월 이봉창은 이름도 모르는 안중근의 동생 안공근을 만나 그로부터 임시정부 통신처의 주소를 전해 듣고 바로 그곳으로 찾아갔다. 밤중에 찾아오자 2층에는 비밀회의를 하고 있었고, 사람들은 갑자기 허름한 손님이 나타나 일본어가 섞인 한국어를 하고 행색이 몹시 수상해 보이므로 들이지 말라고 하였다. 이봉창은 들여보내 달라고 간청하자 임시정부의 사람들은 그를 더욱 의심하였다.
그가 일본어를 유창하게 하고 있었고 일본식 옷에 게다(일본 나막신)를 끌고 다니는 것이 대한민국 임시정부 사람들에게 상당히 거슬렸다. 임정 요인들은 그를 왜늙은이라 하여 일단 경계하였다.

#### 김구와의 만남
임시정부 사람 중 2~4명의 청년들이 그를 일본의 밀정으로 여기고 급히 문밖에서 내쫓으려 했으나 조금도 물러서지 않고 애원하였다. 이때 김구는 2층에 있다가 지켜보고 그의 말하는 태도의 비범함을 간파한 뒤 잠시 인근 여관에 머무르도록 일렀다. 이봉창이 여관을 정하고 숙박하자 김구는 은밀하게 방문하였다. 처음에는 평범한 신변 이야기에 그칠 뿐이었고 마음을 터놓고 대화를 할 수 없었다. 이때 이봉창도 임시정부 통신처를 왕래하였으나 주위의 의심이 풀리지 않아 임정 사람들은 김구에게 그를 지나치게 가까이 하지 말라고 권유하기도 했다.
김구는 이봉창을 어떻게 시험할까 궁리하다가 3~4명의 청년을 데리고 그를 방문하였다. 방문 후 연회를 마련하였는데 취중에 이봉창은 김구와 임정 요인들에게 천황을 처단하지 못하느냐고 물었다. 주위 사람들이 이봉창을 비웃으며 그렇게 쉬운 일이라면 왜 처단하지 못하느냐고 비판하자 이봉창은 '나는 작년에 도쿄에 있을 때 하루는 천황이 하야마에서 돌아온다는 소식을 듣고 이를 구경하러 가서 한참 바라보고 서있었다. 그런데 임금이 내 앞을 지나갔다. 나는 이때 가슴이 일렁이고 온몸의 피가 솟구쳐올라 내게 무기만 있다면 큰일을 한번 해볼 텐데 하고 생각하던 중에 천황이 내 어깨를 스치고 지나가버려 좋은 기회를 놓쳤다.'라고 말 하였다.

#### 한인애국단

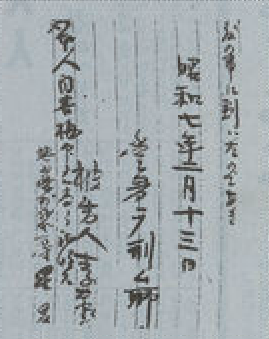
이봉창의 옥중 수기 일보 (1932년 2월 13일자)

김구는 이봉창의 말을 듣고 그를 비범하게 보았으나 못 들은 체하고 내색하지 않았다. 이봉창의 취중 장담을 기억한 김구는 며칠 뒤 여관으로 다시 찾아왔고 이봉창은 계획한 바를 설명하였다. 김구는 그가 비범한 뜻을 품었고 여러 사람들이 의심한 것과는 전혀 다른, 성실하고 순박한 사람이라 깨닫게 되었다.
1931년 2월 김구는 이봉창에게 상하이 홍구 방면에서 종적을 감추고 일본인 행세를 하여 세간의 이목을 피하도록 권고했다. 그는 기노시타라는 가명으로 홍구에 거주하며 양수포의 일본인 인쇄공장에 취직하여 다녔고 몇 달 뒤에는 일본인 악기점의 종업원으로 근무하여 일본인들의 신임을 얻었다. 그는 김구 선생과 3, 4개월에 한번씩 비밀리에 만나기로 약속했다. 그뒤 정식으로 대한민국 임시정부의 김구가 양성하는 항일 독립운동 조직인 한인애국단에 가입하고 일본 천황 암살 계획을 세웠다.

#### 출발 직전
12월 11일 김구는 이봉창을 불러 준비가 다 되었음을 알리고 천황을 죽일 구체적인 계획을 세우고 공작금을 받아가지고 행장을 꾸려 일본으로 떠나기로 하였다. 12월 12일 이봉창은 정식으로 한인애국단에 가입하여 천황을 죽일 것을 선서하고 기념사진을 촬영하였다. 그는 회연(懷然)한 표정의 김구에게 오히려 "나는 영원한 쾌락을 향코자 이 길을 떠나는 터이니 우리 양인이 희열한 안색을 띠고 사진을 찍읍시다"고 권하며 미소를 지었다.
12월 12일 저녁 김구는 이봉창과 여관에서 지새며 상세한 밀계를 세우고 일본으로 건너간 뒤의 일을 의논하였다. 12월 13일 장원루에서 함께 술을 마신 뒤 지하에서 만나기로 약속하고 마지막 사진을 찍은 뒤 작별하였다. 김구와 작별한 이봉창은 홍구로 돌아왔다.
폭발물 마련 등 오랜 준비 끝에 1931년 12월 13일 안공근의 집에서 "나는 적성(赤誠)으로써 조국의 독립과 자유를 회복하기 위하여 한인애국단의 일원이 되어 적국의 괴수(傀首, 우두머리)를 도륙하기로 맹세하나이다."라는 선서를 하고 김구선생과 함께 수류탄을 양손에 든 채 기념 촬영을 했다.
선서문(宣誓文)

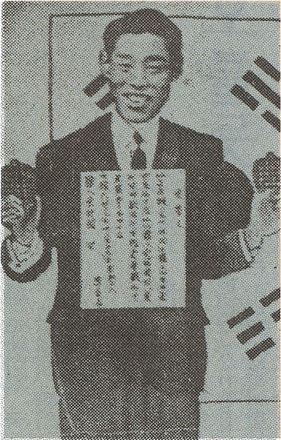
선서문과 수류탄을 들고 태극기 앞에서 기념 촬영

나는 赤誠으로써 祖國의 獨立과 自由를 回復하기 為하야 韓人愛國團의 一員이 되야 敵國의 首魁를 屠戮하기로 盟誓하나이다.

나는 적성으로서 조국의 독립과 자유를 회복하기 위하여 한인애국단의 일원이 되어 적국의 수괴를 도륙하기로 맹세하나이다.

— 大韓民國 十三年 十二月 十三日(대한민국 13년 12월 13일)
宣誓人 李奉昌(선서인 이봉창)
韓人愛國團(한인애국단) 앞

이봉창은 김구에게 실패 가능성을 밝히기도 했다. 후일 1932년 1월 11일 도쿄의 도요타마 형무소에서의 진술 중 "내가 백정선(김구)을 향해 나의 계획이 다행히 성공하더라도 그것만으로 조선 독립의 실현은 어려울 것으로 생각한다"고 밝혔다. 그러자 김구는 "군의 행동이 다행히 성공한다 하더라도 그것에 의해 바로 조선의 독립을 실현시키는 것은 불가능하다. 또한 성공하지 못할 경우에는 성공할 때까지 계속해서 희생자를 파견할 결심이다. 군은 조선 독립을 위해 제1의 희생자이므로 강한 애국심을 갖고 반드시 목적을 관철하도록 하라"고 답했다는 것이다.
이봉창은 조선에 있는 자신의 형 이범태에게 기념으로 보낼 사진을 먼저 찍어달라고 청했다. 중국인 청년은 먼저 이봉창의 독사진을 촬영한 후 김구가 말한 대로 선서문을 가슴에 달고 폭탄을 양손에 1개씩 들고 태극기를 배경으로 하여 이봉창을 찍었다. 그리고 김구와 함께한 사진을 하나 더 촬영했다. 1931년 12월 17일 도쿄로 출발했다.

#### 일본 도착
1931년 12월 11일 김구는 이봉창을 불러 준비가 다 되었음을 알리고 천황을 죽일 구체적인 계획을 세우고 공작금을 받아가지고 행장을 꾸려 일본으로 떠나기로 하였다. 1931년 12월 12일 이봉창은 정식으로 한인애국단에 가입하여 일본 천황을 죽일 것을 선서하고 기념사진을 촬영하였다. 12월 12일 저녁 김구는 이봉창과 여관에서 지새며 상세한 밀계를 세우고 일본으로 건너간 뒤의 일을 의논하였다. 1931년 12월 13일 장원루에서 함께 술을 마신 뒤 지하에서 만나기로 약속하고 마지막 사진을 찍은 뒤 작별하였다. 김구와 작별한 이봉창은 홍구로 돌아왔다.
배는 1931년 12월말경 일본 오사카에 도착했다. 이때 일본에 있는 자신의 통장에 있던 일부 재산을 인출하여 고급 요리집에서 식사한 뒤 유곽에서 생활하였다.

### 투탄과 최후

#### 사쿠라다몬 투탄/의거

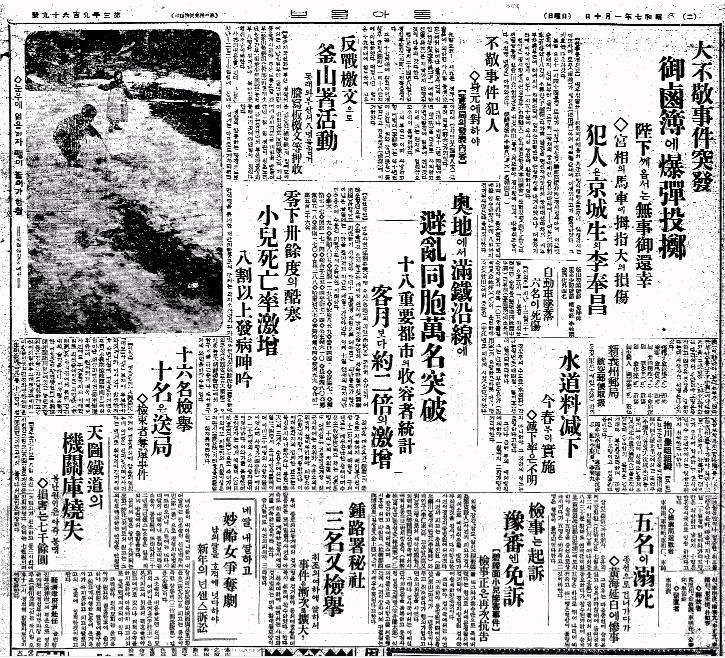
1932년 1월 10일자 동아일보에서 보도한 이봉창 의사 의거.

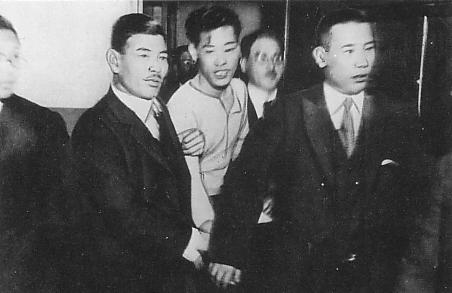
1932년 1월 8일 체포된 이봉창

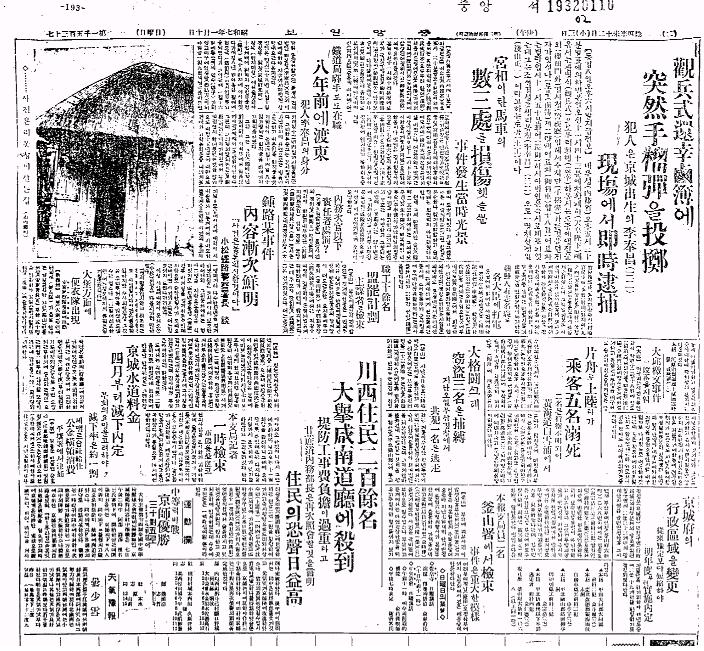
1932년 1월 10일자 중외일보에 보도된 이봉창 의사 의거 보도.

1932년 1월 8일, 이봉창은 도쿄 교외에서 관병식을 마치고 돌아가던 중인 히로히토 천황을 겨냥하여 사쿠라다몬(櫻田門) 부근에서 수류탄 1개를 던졌다. 말이 다치고 마차가 손상되고 일본 고관 대작 두 명이 부상하였으나 히로히토는 다치지 않아 거사는 실패했고 그는 그 자리에서 체포되었다.
체포 직후 그는 처음에는 김구가 누군지 모른다고 일관하다가 뒤에 김구의 존재를 시인하고 그의 지시를 받았음을 진술하였다.

#### 투옥과 최후
그는 곧 도쿄의 경찰서에 형법 제73조 위반 혐의로 구금되었다가, 곧 도요타마 형무소로 이감되었다. 도요타마 형무소(豊多摩刑務所)에 수감 상태에서 그는 1월 8일 경시청에서 재판을 받고, 6월 도쿄 지방재판소에서 재판을 받은 뒤, 대법원에서 최종 선고를 받았다. 형무소에 수감 중 그는 불교 서적을 읽기도 했다.
1932년 9월 16일 도쿄 대법원은 사건에 대해 제1차 공판을 하고 1932년 9월 30일 오전 9시 350명의 경찰이 겹겹이 둘러싼 가운데 이봉창에게 사형을 선고했다.
비밀 재판을 통해 사형 선고를 받고 1932년 10월 10일에 이치가야 형무소에서 교수형이 집행되었다. 당시 미혼으로 처자식은 없었다. 당시 그의 나이 향년 32세였다.

### 사후

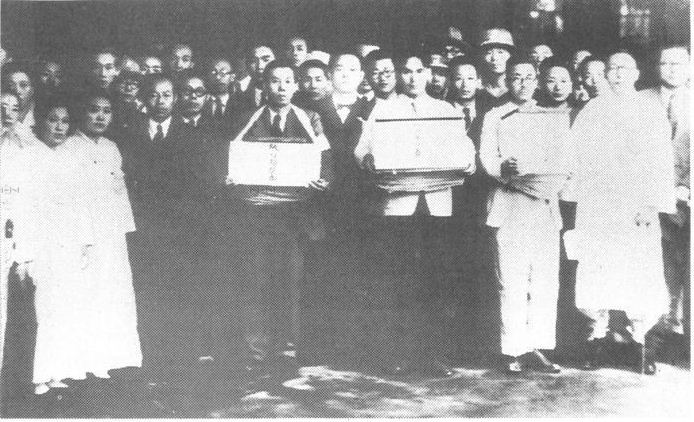
유해 환국

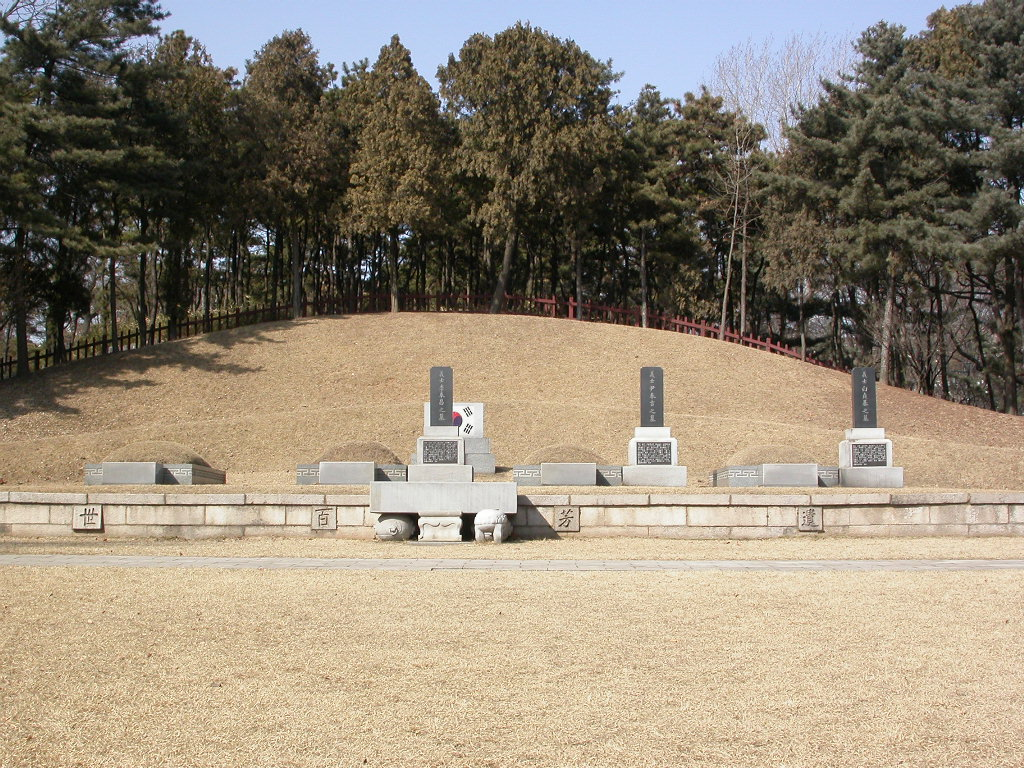
효창공원 삼의사의 묘

그의 거사는 실패하였으나 그의 뒤를 이은 윤봉길은 1차 거사에 실패하고 2차 거사에 성공한다. 이를 계기로 임시정부는 기사회생하는데, 이봉창과 윤봉길의 잇단 거사로 침체기에 빠졌던 대한민국 임시정부의 이름을 세계에 알리고 임정에 대한 한인 교민단체의 지원을 이끌어내는 데 기여하게 된다.
광복 후 귀국한 김구는 이봉창 의사의 유해를 다시 돌려받아 1946년 효창공원에 윤봉길, 백정기와 함께 안장했다. 이들의 묘역을 가리켜 삼의사묘(三義士墓)라고 한다. 효창공원 내에는 수류탄을 던지는 순간의 이봉창의 모습을 형상화한 동상도 세워져 있다. 김구는 그가 처형되던 그날 전체 단원에게 단식을 명하여 이봉창의 죽음을 추모하였다.
1962년 대한민국 건국훈장 대통령장이 추서되었다. 이봉창의 폭탄 투척은 비록 목적을 달성하지는 못했지만 "1930년대 한국독립운동사를 장식하는 의열투쟁의 선봉"이었으며, "일본제국주의가 신격화해 놓은 천황의 행차에 그것도 적의 심장부인 도쿄에서 폭탄을 투척함으로써 한국독립운동의 강인성과 한국민의 지속적인 저항성을 세계에 과시"한 데에 의미가 있다고 평가되었다.

## 사상과 신념

### 종교관
이봉창은 당시의 조선인들이 상당히 미신적이라고 주장했다. 그러나 미신에 의존을 하면서도 진정한 신앙이나 믿음 같은 것이 없다고 지적했다. 그는 형무소를 방문한 어느 기자와의 인터뷰에서 '조선인은 대체로 미신적이지만 진정한 신앙심은 없고 또 믿음에 대한 이해력도 낮다고 생각합니다. 생활 상태, 문화의 정도도 아직 일본 사람에게조차 미치지 못합니다.'고 하였다. 그는 조선인들이 미신적인 믿음, 습성이 강하다고 강조했다. 이어 그는 조선인에게는 인격적인 수양이 필요하다고 지적했다. '그런데 나는 종교로 조선인을 이끌고 정신 수양과 인격 양성 방면으로 힘써 간다면 조선인도 점점 발전해 일본인과 서로 이해하고 융화하여 피차 일본 국민으로서 유쾌하게 생활해 가게 될 수도 있으리라고 생각합니다. 나는 이와 같은 방법으로써 조선인의 행복을 증진시켜야 한다는 생각으로 바뀌었습니다.'라고 하였다.

## 논란과 의혹
그는 자신의 직업을 독립운동가가 아니라 무직이라고 밝혔다. 상인이나 노동자라고 하지도 않고 무직이라 답했고 이는 그대로 공판 기록에 등재되었다.

### 반성 논란
체포 직후 한 심문에서 그는 자신의 행위를 반성한다는 취지의 발언을 남겨 논란이 되고 있다. 어느 심문에서 그는 자신이 불교 사상에도 심취해 있었음을 밝혔다. 그러나 자신이 김구로부터 부추김을 받아 난폭한 짓을 했다고 밝혔다.
| “ | - [문] 피고인은 올해 1월 8일의 흉행을 현재 어떻게 생각하고 있는가? - [답] 나는 형무소에 수용된 후 불교 이야기를 듣거나 불교 책을 읽거나 하여 여러 가지 생각을 한 결과 나의 사상은 내가 사바 세계에 있을 때와 아주 다르게 변했습니다. 나는 김구(金龜)로부터 부추김을 받아 결국 그런 마음이 생겨 천황 폐하에 대해 난폭한 짓을 했습니다만 오늘에는 굳이 김구를 원망하지는 않으나 그 사람의 부추김에 놀아난 나 자신의 어리석음을 원망하고 있습니다. 나의 어리석음으로 엄청난 짓을 해 참으로 변명의 여지가 없다고 생각하고 있습니다. | ” |

그는 '김구에게 부추김을 받아 행한 일이며, 어리석음을 원망한다며 자신이 어리석었다'고 지적하기도 했다.

### 차별대우 문제
1932년 1월 11일 도요다마 형무소에서 열린 2차 재판에서 그는 자신이 일본인들에게 차별대우를 받은 것이 독립운동에 가담하게 된 원인이라고 밝혔다. 진술에서 그는 "나는 다이쇼 14년(1925년) 25세 때 처음으로 조선에서 내지에 왔습니다만 그 당시는 일본 황실에 대해서나 또 정부에 대해서 아무런 불평불만도 느끼고 있지 않았습니다. 그런데 쇼와 3년(1928년)의 천황 즉위식 어대전을 구경하기 위해 친구 2명과 함께 오사카에서 교토로 갔습니다. 이 때 나는 조선에서 온 한문이 섞인 한글 편지를 갖고 있었다는 단지 그것 때문에 교토 오조(五條)경찰서에 검속되어 11일 동안 유치됐다가 석방되었다."고 밝혔다.
그는 자신이 조선인이라는 이유로 차별대우 받는 것에 분개했다고 밝혔다. 또 그는 "당시 나는 스미토 신동소 아마가사키 출장소(住友伸銅所 尼ケ崎)의 상용 인부였는데, 나의 자격지심인지는 모르겠으나, 동료들이 검속당한 나를 이상하게 여기는 것 같은 눈치가 들어서 괜히 위축되는 느낌이 들었습니다. 나는 단순히 조선인이라는 것 때문에 민족적 차별을 받아 검속된 것에 대해 아주 크게 울분을 느꼈고, 동시에 왜 조선인으로 태어난 것일까라고 생각하며 이 세상이 싫어졌습니다."라고 밝혔다. 그는 자신이 조선인임을 알리지 않으려고 노력했다고도 밝혔다. "이러한 일이 있은 이래 나는 조선인이라는 것이 남에게 알려지지 않도록 노력하며 조선에는 편지도 보내지 않았으며 또한 본명도 밝히지 않고 항상 일본 이름을 쓰면서 어디에 가든 진짜 일본인 행세를 했습니다. 그러나 마음속으로는 본명을 가지고 있으면서도 본명을 사용해서는 이 세상을 편안하게 살 수 없다는 생각에 언짢은 마음을 참을 길이 없었고, 당당하게 본명을 쓰며 살아갈 수 있게 되었으면 하는 생각이 있었다."는 것이다.
그는 철도국의 견습사원으로 근무할 때도 조선인과 일본인 사이에 차별대우가 있었던 것에 울분을 토로하기도 했다. 그는 1932년 1월 11일의 진술에서 "조선인과 내지인 사이에 차별 대우가 있었다. 조선인은 내지인과 비교할 때 승급율도 낮고 상여금 액수도 적을 뿐 아니라 용원으로 절대로 승진하지 못했다."고 진술했다. 또, "기량이야 어떻든 상관없이 1년이나 1년 반 늦게 들어온 내지인에게 잇달아 추월당해 마지막에는 가르쳐 주었던 자의 밑에서 일하게 되었기 때문에 싫증이 났던 것"이라고 밝히기도 했다.
이후 그는 "조국인 조선을 일본에게서 독립시켜 다시 옛날과 같은 우리나라가 되도록 하고 싶다는 생각을 하게 되었다."라고 답했다.

### 김구의 의심
그는 일본어를 유창하게 하고 있었고 일본식 옷에 게다를 끌고 다니는 것이 대한민국 임시정부 사람들에게 상당히 거슬렸다. 임정 요인들은 그를 왜늙은이라 부르며 일단 경계하였다. 나중에 이봉창이 가까운 거리에서 일본 천황을 볼 수 있었다고 진술하며 여러번 한인애국단에 가입 의사를 밝힌 뒤에야 대한민국 임시정부 측은 이봉창에 대한 의심을 거두었다.
김구는 《도왜실기》에서 그에 대해 평가하기를, “성품은 마치 봄바람과 같이 온화하면서도 의지가 굳고, 열정이 불꽃처럼 뜨거웠다. 이런 까닭에 다른 사람들과 접촉함에 있어서 인자함이 있으면서도, 의협심이 강하여 한번 노하면 두려움 없이 칼부림을 하고 1천만 명이라도 물리칠 듯한 기세였다. 술을 마심이 호걸이었으나 여자를 가까이하지 않고, 교제에 능하여 일본인의 창가를 잘 불렀다. 그래서 홍커우에 도착한 지 1년도 안되어 그와 가깝게 사귀는 일본인 친구들이 많았다”고 하였다. 특히 김구는 백범일지에서, "나는 그의 위대한 인생관을 보고 감동의 눈물이 벅차오름을 금할 길이 없다" 했고 유독, 이봉창에게 '선생'이라는 호칭도 사용함으로써 존경을 표하기도 했다.
그러나 김구는 끝까지 이봉창에게 자신의 이름을 밝히지 않았다. 체포 직후 이봉창은 경시청 신문 조서에서 배후가 누군지 모른다고 했다가, 1932년 6월 27일 도쿄 지방재판소의 예심판사 아키야마 다카히코(秋山高彦)의 법정에서 진술할 때 "민단 사람들은 그 사람을 白 선생이라고 부르고 있었습니다만 실제 이름은 알지 못합니다."라고 답하기도 했다.

### 민단 간부의 도둑질 사주
대한민국 임시정부에서는 그의 능력을 시험할 목적으로 그에게 자전거 도둑질을 시켰다고 한다. 임시정부 소속 직원 중 자칭 상해거류민단 총무라는 어느 독립운동가가 그에게 자전거 도둑질을 지시했다는 것이다. 그는 상하이에 도착했을 때 민단(상하이 조선거류민단)의 한 간부가 자신에게 자전거를 도둑질해오라고 사주했다고 밝혔다.
1932년 6월 27일 도쿄 지방재판소의 예심판사 아키야마 다카히코(秋山高彦)의 법정 최후 변론에서 그는 "나는 상하이에 간 뒤 얼마 안 되어 상하이에서 자전거 1대를 들치기 한 적이 있습니다. 이 일은 말씀드리지 않았으므로 들어주셨으면 합니다. 민단의 총무인가 하는 조선인이 자전거를 들치기 해 오면 팔아 주겠다고 해 마침 돈도 곤란하던 때라 자전거 1대를 들치기하여 민단 사무소로 갖고 갔더니 중국인 종업원에게 그것을 팔아 오게 해 나에게는 중국화폐로 12, 3원을 주었습니다."라고 진술했다.
| “ | 나는 상하이(上海)에 간 뒤 얼마 안 되어 상하이에서 자전거 1대를 들치기 한 적이 있습니다. 이 일은 말씀드리지 않았으므로 들어주셨으면 합니다. 민단의 총무인가 하는 조선인이 자전거를 들치기 해 오면 팔아 주겠다고 해 마침 돈도 곤란하던 때라 자전거 1대를 들치기하여 민단 사무소로 갖고 갔더니 중국인 종업원에게 그것을 팔아 오게 해 나에게는 중국화폐로 12, 3원을 주었습니다. 후에 이 일을 생각해 보니 나를 일본의 스파이라고 의심하여 시험해 본 것이 아닌가 여겨집니다. 덧붙여 말하거니와 나는 자신의 어리석음 때문에 여러분에게 폐를 끼쳐 어떻게 사죄하는 것이 좋을런지 모르겠습니다. 다만 이제는 하루라도 빨리 형을 받아 사죄하고 싶습니다. | ” |
|   | — 1932년 6월 27일 제9회 신문 조서 중에서 |   |

그는 그 민단의 간부가 시키는 대로 자전거를 훔쳐왔으며, 민단의 관계자들이 그 민단 간부의 이름을 알려주지 않아 그의 이름은 모르고 있었다.
이때에 이르러 이봉창은 자신이 대한민국 임시정부나 한인애국단으로부터 신뢰받지 못했다는 것을 눈치챘다. 도쿄 지방재판소에서 이봉창은 "후에 이 일을 생각해 보니 나를 일본의 스파이라고 의심하여 시험해 본 것이 아닌가 여겨집니다."라고 덧붙이기도 했다.

### 기타
그는 처음부터 자신이 독립운동을 바라지는 않았다고 밝혔다. 1932년 2월 12일의 도요다마 형무소에서 열린 6차 재판 진술에서 그는 내가 조선의 독립을 바라게 된 것은 차별 대우가 그 주된 원인이기는 하지만 그러나 일찍부터 조선을 독립시켜야 하겠다고 생각했던 것은 아니고 교토 오조경찰서의 검속으로 말미암아 처음 조선의 독립에 대해 생각하게 되었다 고 밝혔다.
한편 이봉창의 동경 천황 폭탄 투척 불발 사건은 곧 조선에도 알려졌고, 김명준, 한상룡, 신석린 등은 연명부를 작성, 일본정부 내각총리대신, 조선총독부, 조선군사령부 등에 사과문을 발송하고 3일간 전조선인이 근신하겠다고 다짐하기도 하였다.
그에 의하면 만약 내가 조선에 있었을 때 조선 독립을 생각했다면 나는 내지에 오지 않고 그곳에서 무엇인가 방법을 강구했을 것이라는 것이다.

## 평가

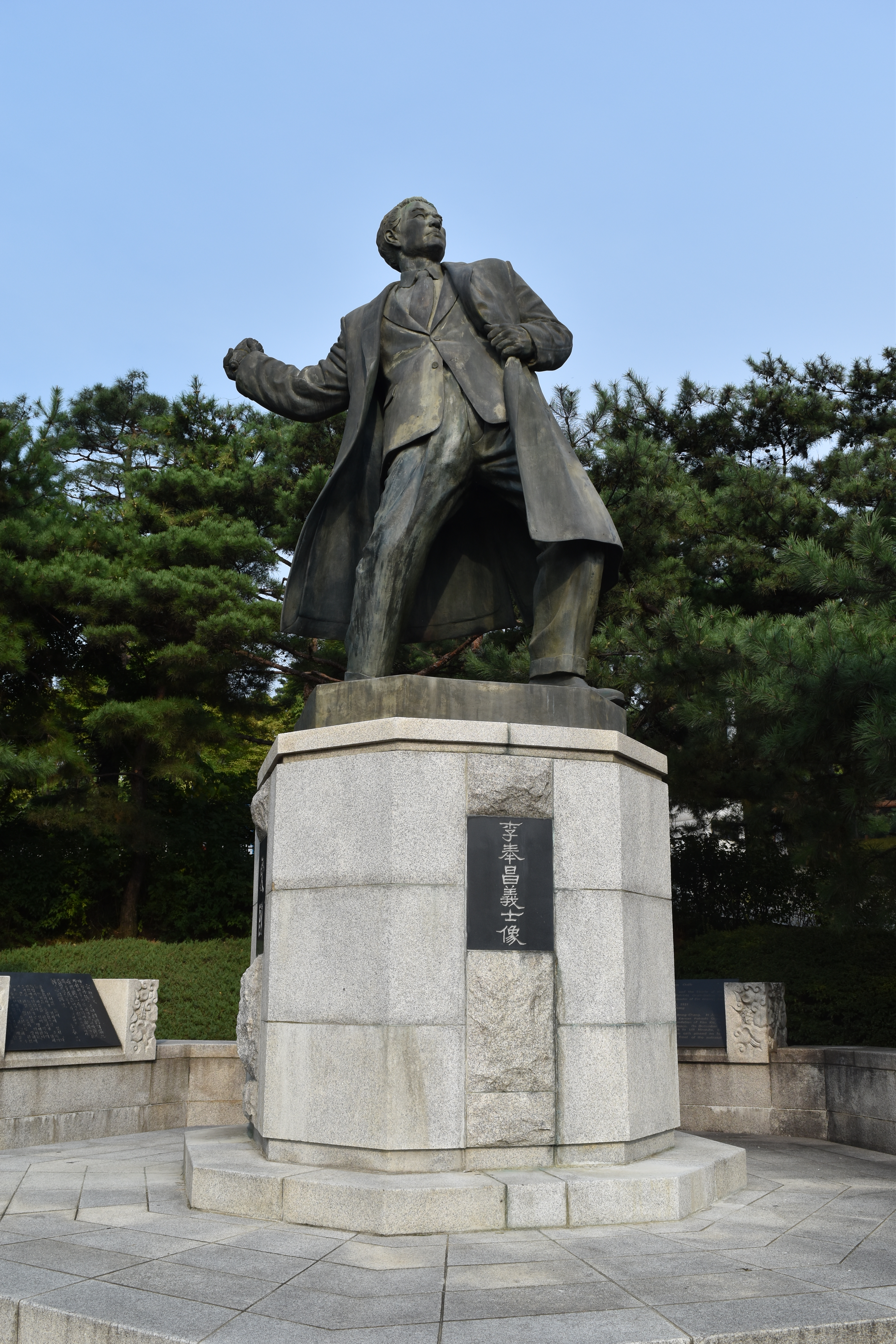
효창공원에 있는 이봉창 동상

김구는 거사의 실패를 크게 아쉬워하지 않았다. 만일 자금의 제한을 받지 않아 더 성능 좋은 폭탄을 마련해 주었다면 윤봉길 의거 이전에 일왕을 성공적으로 사살할 수 있었을 것이라고 했다.
이봉창 '의거'의 의의와 가치는 조동걸 교수에 의하면 다음과 같다.
- 인간주의의 면모를 여실히 보여주었다.

이봉창은 가난한 노동자로, 전혀 특별하지 않은 그저 보통 사람으로 살았던 인물이다. 그 평범한 삶에서 남 모를 식민지 사람의 고뇌가 있었고, 그럴수록 정직한 삶을 살고자 했다. 그러다 민족문제를 느끼고 일왕의 저격을 결심한다. 그러니까 다른 영웅들처럼 어릴 때부터 무슨 민족을 외치고 영웅이 되려한 것이 아니라 극히 평범한 인간의 길을 갔다. 더욱이 영웅적 거사를 마치고도 평범한 인간의 모습을 감추지 않았다. 이봉창은 이처럼 식민지인으로서의 운명에 대해 고심하다가 의열투쟁에 나섰다. 그의 범상한 생애 자체에서 위대함을 발견할 수 있고, 지극히 평범한 가운데서 민족적 영웅으로 탄생할 수 있었다는 점에서 처음부터 거창한 영웅주의를 내세운 여타의 경우와 다르다.
- 한인애국단 결성에 결정적이었다.

김구주석은 침체된 임시정부의 활로를 찾던중 이봉창과 조우했다. 이봉창은 애국단의 제1호 단원으로 입단하여 '최선봉장'이 되었다. 역사에 불후의 업적을 남긴 애국단은 당시 위기에 처한 임정의 활로를 열었는데, 그 애국단의 제1호 투쟁이 이봉창 의거로 나타남으로써 사실상의 출범식이나 다름없었다. 이는 이후 항일투쟁의 기폭제가 되었고 독립운동 자금 모금에도 큰 도움이 되어 광복군 창설에도 영향을 주었다.
- 이봉창 거사는 임시정부를 부활시켰다.

지금은 자랑스런 임정으로 기록되지만 당시 임정은 내분과 어려운 여건으로 존폐의 기로에 서있었다. 집세도 낼 수 없는 형편이었고 국내외의 동포로부터도 지지를 상실하여 존재가치를 잃고 있었다. 이런 상황에서 김구는 이봉창 의거를 단행케 한다. 이로써 무엇보다 임정이 죽지 않고 건재하다는 것을 만방에 선포한 셈이고 대내외적으로 큰 반향을 불러일으켰다. 연이어 윤봉길 의거까지 성공해 국제적 지원까지 얻게 되고 임정은 민족적 기반을 완전히 회복하게 되었다. 독립운동에 다시 활력을 불어넣은 임정은 이로써 청사에 빛나는 위업을 달성할 수 있게 됐다.

## 가족 관계
- 아버지 : 이진규(李鎭奎, ? ~ 1944)
- 어머니 : 밀양 손씨(密陽 孫氏, ? ~ 1927)
  - 형 : 이범태(李範泰, 1891 ~ 1909 이후)
    - 조카딸 : 이은임(李銀任, 1909 ~ ?)
    - 조카 : 이실(李實)
- 서모 : 주간란(朱干蘭), 아버지 이진규의 첩
  - 서제(이복 남동생) : 이봉준(李奉俊, 1903 ~ ?)
    - 이복 조카 : 이?(李?)
      - 종손 : 이세창(李世昌, 1946 ~ )

  - 서제(이복 남동생) : 이종태(李鍾台)
- 서모 : 정봉희(鄭鳳姬), 아버지 이진규의 첩

## 같이 보기
| - 윤봉길 - 백정기 - 김구 - 이승만 - 이동녕 - 이시영 - 한인애국단 - 대한민국 임시정부 | - 사쿠라다몬 사건 - 한인애국단 - 한국독립당 - 쇼와 천황 - 효창공원 - 윤봉길 의거 - 조소앙 - 김규식 - 독립유공자로 대통령장을 수여받은 사람 |

## 참고자료
- 대한민국 국가보훈처, 이 달의 독립 운동가 상세자료 - 이봉창, 1992년 10월
- 이봉창 : 독립유공자 공훈록 - 국가보훈처
- 김구, 《도왜실기》 (엄항섭 엮음, 범우사, 1989)
- 김구, 《백범일지》, 하권 2장 이봉창과 윤봉길의 의거
- 국사편찬위원회, 《대한민국임시정부자료집 제30권: 한인애국단 III》 (국사편찬위원회, 2005) ISBN 9788982363221